# 秦火火
秦志暉（1983年12月—），網名雁度千山、秦火火，湖南省衡南縣香花村人，中國網絡人物，是涉嫌「網路造謠」的當事者。

## 名称
根据媒体报道，他曾经先后注册过12个“秦火火”的微博，包括“淮上秦火火”、“炎黄秦火火”、“东土秦火火”和“中国秦火火”。根据办案民警的消息，秦火火里面有“火”字，是为了让他火起来，他通过粉丝数量的增加最终使自己出名，按他的供述，出名之后就会有出版社找他出书。

## 生平
1983年，秦志晖出生在湖南省衡南县香花村。高中毕业后，秦志晖在广州打工。后来，秦志晖北漂，当过文字核对员。
2004年，秦志晖回湖南读书，2005年，秦志晖进入华艺百创公司。2010年，秦志晖进入尔玛中国，2011年离开。

## 秦火火案

### 涉嫌谣言
根据中国大陆官方说法，秦火火涉及在新浪微博造谣传谣3000条左右，引发大量网民转发和负面评论，而他发此信息没有任何根据。其中重点包括：
1. “7·23”动车事故，中华人民共和国政府用2亿元人民币赔偿死亡的外籍旅客。[7]原微博是“刚得到消息，铁道部已向动车事故中意大利遇难者茜茜协议赔偿三千万欧元（折合人民币接近两亿），据悉，这是铁道部参照欧洲法律中有关人身意外伤害条款后，不得不同意此赔偿协议。若此赔偿协议属实，将开创中国对外个人意外最高赔偿纪录。”
2. 编造雷锋生活奢侈情节，并称道德楷模雷锋的形象完全是由中国共产党编造的。原微博是“雷锋1959年为自己添置的皮夹克、毛料裤、黑皮鞋等全套高档行头，皮夹克、毛料裤、皮鞋加起来当时在90元左右，而当时雷锋一个月才六块钱。”这些行为后来被证实为真，但1959年雷锋仍在鞍钢当拖拉机手，当时他的收入实际为每月30元，能够负担这些花销，且与后来雷锋参军期间的生活没有关系。[8]
3. 炒作“郭美美炫富事件”[7]
4. 造谣地方公务员被强令给红十字会捐款，并恶意攻击中华人民共和国的慈善制度。原微博是“中国红十字会再度发生大事，由于受郭美美及卢俊卿事件影响，红十字会七八月份捐款严重缩水，九月红十字会通过各地民政局发通知，要求各地单位企业职工按工作年限进行捐款，标准为工作一年一百块，工作两年两百块，以此类推。如有不捐，单位须从职工工资里扣，该规定暂于普通职工中执行。”
5. 造谣全国残联主席张海迪是日本国籍。[7]原微博是“曾经的一代偶像张海迪，请你回答以下这几个问题：你的妹妹张海燕为何更名叫张挪威？亿万富翁、山东瑞森建筑工程有限公司董事长张挪威，还是中国国籍吗？山东瑞森建筑工程有限公司是否承接过残联的工程项目？请用事实证明你们不是白眼狼，我们不想当年的爱心结果养了一头白眼狼。”
6. 造谣攻击著名军事专家（罗援）、资深媒体记者、社会名人（孔庆东）。原微博是“@罗援，再问你一个严肃的问题，你大哥为什么能成为德国西门子（远东）公司高级顾问，后来又成为西门子（中国）公司副总经理？你们罗家出了老二罗挺和老三罗援两个少将，又有老大罗抗和老四罗振两个兄弟分别在德国和美国公司任高层？这当中是不是有什么利益交换关系？请解释这个问题。”

### 其他
1. 李天一非李双江亲生。[9]原微博是“1990年，梦鸽与李双江结婚，因两人年龄相差27岁，再加上梦鸽还是解放军艺术学院的研究生，因怀孕生子不得不休学一年，曾引起不少非议。梦鸽若是1990年怀孕，最迟1991年生下李天一，2013年李天一该是22岁，是成年人。”

### 后续
2013年8月19日，警方搜索秦火火任職北京尔玛互动营销策划有限公司，成員同時遭捕，罪名是造謠傳謠3000餘件、联网蓄意制造传播谣言、恶意侵害他人名誉及非法攫取经济利益。連同秦火火外，同日尚有5名成員遭捕。
2013年8月21日，中国中央电视台新闻频道在报道此事时，用文字框写道：“一方面造谣污蔑毛泽东和共产党，另一方面极力美化蒋介石、胡耀邦和美国。”后来，又截取李开复微博画面，播放时间四五秒，指出其是秦火火背后的大谣。
2013年8月23日，央视《新闻联播》报道“在谣言生成和传播的灰色利益链上，一些大V不负责任，已经沦为大谣，扮演了极不光彩的角色，甚至是合谋。清理谣言的生存土壤，除了依法严惩造谣者之外，也不能放过那些恶意传谣的大谣们。”2014年4月11日的庭审过程中，秦志晖对检方的指控当庭表示，自愿认罪，没有意见。公诉人指出，被告人秦志晖到案后如实供述犯罪事实，可以从轻处罚。

### 受审
2014年4月11日，秦火火涉嫌诽谤、寻衅滋事一案在北京市朝阳法院开庭审理。秦火火当庭表示自愿认罪。对起诉书指控的诽谤罪、寻衅滋事罪，秦当庭表示认可，同时表示“希望我能够警示他人，别干我这样的蠢事”，并对罗援、张海迪等人表示歉意。
在秦火火的审判现场，他借此一连发表了九个感谢：

1. 说了道歉之后必须说我的感激，我感激这个时代，有电脑有网络才有我的发挥空间；
2. 感谢北京这个地方，它的包容让我有了很好的工作机会，使我被人认可、被人欣赏；
3. 感谢我曾经工作的公司，给我工作机会，让我不断成长，走上工作管理岗位；
4. 感谢北京的公检法机关，他们文明执法，我感受到了法律的公平；
5. 感谢微博世界，让我和名人沟通交流，他们并不歧视我；
6. 感谢我的两个辩护律师，感谢你们为我辩护，她们的辩护已经尽到力了；
7. 感谢在场的记者，我是一个小人物，感谢她们；
8. 感谢北京市第一看守所，那里的管教对我很好，使我感受到了人性关怀的温暖；
9. 还要感谢我的父母，他们对我的成长尽到了最大的努力，我有学习的机会，有安身立命的本钱。在这里请允许我向他们鞠三个躬。

2014年4月17日，北京市朝阳区人民法院一审判处秦火火有期徒刑三年，秦当庭表示不上诉。2016年6月底刑满释放。